# مینامی-کو، ساگامیهارا
می‌نامی-کو (به لاتین: Minami-ku) یک منطقهٔ مسکونی در ژاپن است که در ساگامیهارا، کاناگاوا واقع شده‌است. می‌نامی-کو ۳۸٫۲ کیلومتر مربع مساحت و ۲۷۲٬۷۹۴ نفر جمعیت دارد.